# دادینگتون، کمبریج‌شر
دادینگتون (به انگلیسی: Doddington) یک روستا و محله مدنی در بریتانیا است که در فنلند، کمبریج‌شر واقع شده است. دادینگتون ۲٬۱۸۱ نفر جمعیت دارد.